# Smite
Smite (generalmente stilizzato come SMITE) è un videogioco d'azione in terza persona online, pubblicato e sviluppato da Hi-Rez Studios il 25 marzo 2014 per Microsoft Windows, Xbox One, PlayStation 4; dal 24 gennaio 2019 presente anche su Nintendo switch.
Il gioco si distingue dagli altri del suo genere per due caratteristiche principali: è un MOBA in terza persona, con telecamera che insegue il personaggio anziché puntata dall'alto e liberamente manovrabile, e inoltre include come personaggi una grande quantità di divinità appartenenti alla mitologia di numerose antiche religioni.

## Modalità di gioco

### Generale
Il gioco è un tipico MOBA e presenta varie modalità di gioco differenti, la più popolare è il Conquest: due squadre di giocatori (da 3 a 5 per ciascuna) e iniziano partendo ai lati opposti della mappa. Prima di iniziare vengono riforniti con 1.500 pezzi d'oro per equipaggiarsi prima della battaglia, dando bonus ed abilità. Come nei MOBA vi sono tre piste da seguire: a sinistra, in mezzo e a destra. Ogni corsia è difesa da Torri e Fenici che proteggono le basi dei giocatori danneggiando gli avversari in avvicinamento. Lo scopo del gioco è distruggere la Fenice della squadra avversaria e infine il Titano all'interno della base per assicurarsi la vittoria. In mezzo alle corsie vi è una giungla piena di mostri che i giocatori possono sconfiggere per guadagnare bonus extra come ricarica del mana, danni, velocità di movimento e velocità di attacco. Il gioco si differenzia dagli altri per il punto di vista in terza persona, piuttosto che dall'alto, tipico di questo genere.

### Modalità di gioco
- Arena: modalità 5v5 in un'ampia arena circolare, con sei minion neutrali in grado di fornire vari bonus se uccisi. Ogni squadra inizia con un totale di 500 punti (tickets): sconfiggere un minion nemico ne farà perdere uno alla squadra avversaria e sconfiggere un Dio ne farà perdere 5; inoltre, se un minion raggiunge il portale posto dinanzi al punto di spawn avversario, farà perdere un punto ai nemici. Ogni 10 uccisioni di Divinità apparirà un minion da assedio, lento  ma dotato di una quantità elevatissima di salute, che farà perdere ben 15 punti al team nemico se raggiunge il portale avversario. Il primo team ad esaurire i ticket viene proclamato sconfitto.
- Joust: modalità 3v3 in una mappa con una singola corsia, una giungla (jungle) ridotta a 3 campi di minion neutrali e un Bull Demon King, nemico estremamente potente ma in grado di fornire enormi bonus se ucciso. La corsia ha una torre di guardia per team, seguita da una fenice e dietro di essa il Titano, che deve essere sconfitto per vincere la partita. Disponibile sia in modalità normale che nelle partite classificate (Ranked).
- Conquest: modalità 5v5 più comune e unica utilizzata nei tornei professionistici, con una mappa molto ampia dotata di 3 corsie, una vastissima jungle e due creature boss di enorme potenza: il Fire Giant, che fornisce enormi bonus se sconfitto, e la Gold Fury, che dona grandi quantità di oro al team che la sconfigge. Ogni corsia ha due torri e una fenice prima di raggiungere il Titano; inoltre, le corsie laterali hanno differente disposizioni delle torri ( la solo lane è la lane con le torri più vicine, invece la duo lane ha le torri più lontane) e ciò permette l'organizzazione classica di un team di SMITE. Disponibile sia in modalità normale che nelle partite classificate.
- Siege: modalità 4v4 in una mappa con due corsie laterali e un'ampia jungle al centro, in cui è possibile ottenere ogni 10 uccisioni un potentissimo juggernaut da assedio, con un'elevatissima quantità di salute e forza d'attacco. Al centro della mappa è presente uno juggernaut selvatico che, se sconfitto, fornirà uno juggernaut da assedio bonus alla squadra. Ogni corsia è dotata di due torri e una fenice prima del Titano.
- Clash: modalità 5v5 in una mappa con due corsie laterali e jungle ridottissima, al cui centro è presente un particolare campo di minion neutrali che, a intervalli regolari, si trasformerà nel potentissimo boss Apophis. Ogni corsia è dotata di una torre ed una fenice prima del Titano. Particolarità è che il punto di spawn delle squadre è distante dal Titano, e ciò ne rende più difficile la difesa.
- Assault: modalità 5v5 in una mappa composta da una singola, lunghissima corsia senza vie laterali né jungle. Non è possibile utilizzare la funzione di recall istantaneo alla base per ricevere salute, mana e la facoltà di poter comprare gli oggetti, in cui si può tornare solo venendo sconfitti. La corsia è dotata di due torri e una fenice per squadra prima del Titano. Particolarità è che il personaggio del giocatore è selezionato in modo casuale fra tutti quelli posseduti, ma è possibile scambiarlo con quello di un compagno di squadra (se posseduto) o riselezionato a random una sola volta al costo di 250 Favore o 25 Gemme.
- Duel: modalità 1v1 giocata nella medesima mappa della modalità Joust. Disponibile solo nelle partite classificate.
- Match of the Day (MOTD): modalità dalle regole variabili e differenti ogni giorno.

### Personaggi
I personaggi del videogioco sono tutti basati su divinità appartenenti a differenti religioni, sia passate che ancora professate. Negli anni, con l'accrescersi della popolarità del gioco, sono stati aggiunti personaggi giocabili  non religiosi o mitologici, degli esempi sono Cthulhu e le skin rappresentanti personaggi di due franchise Nickelodeon: Avatar - La leggenda di Aang e Tartarughe Ninja.

### Partnership
Hi-Rez Studios è in collaborazione con Tencent Holdings Ltd. e con Level Up! per diffondere il gioco su territorio cinese e latinoamericano.

## Controversie
Nel 2012, quando il gioco era in fase di progettazione, ricevette subito critiche da parte di alcune autorità indù circa la manipolazioni di figure divine della loro religione, ritenendo offensivo l'uso adottato per i fedeli ed esortando i creatori del gioco a rimuoverli.
Todd Harris di Hi-Rez risponde: "Smite include divinità ispirate da un insieme di pantheon diversi e in continua espansione, tra cui quello greco, cinese, egiziano e norreno. L'Induismo, essendo una tradizione tra le più antiche, grandi e diversificate del mondo, fornisce un'ispirazione alle divinità del gioco. In realtà, dato il concetto dell'Induismo di una sola verità con più manifestazioni fisiche potrebbe validamente interpretare tutti gli dei all'interno di Smite come indù. Così come anche gli dei al di fuori di Smite."
Nonostante la risposta, ancora il governo indù non si dichiara convinto. Maggiori preoccupazioni sono state prese riguardo all'aspetto di Kalì, rappresentata come molto erotica, anche se la sua figura è stata abbastanza modificata per coprirle il corpo.